# Папина дочка (фильм, 2008)
«Папина дочка» (англ. College Road Trip) — американская комедия 2008 года с Мартином Лоуренсом.

## Сюжет
Шеф полиции Джеймс Портер очень беспокоится за безопасность своей дочки Мелани и всячески её опекает. Он с рождения дочки подбирает ей колледж в 40 минутах от дома. Но окончив школу, дочь выбирает другой колледж гораздо дальше. И никакие уговоры не могут изменить её выбор. Погрузившись в полицейский джип, папаша решает самостоятельно доставить дочь к новому месту учёбы. «Зайцем» в папино авто забирается маленький сын Джеймса, Трей и его ручной поросёнок. Эту троицу ожидает немало приключений в дороге. Сначала они теряют джип, потом расстраивают случайно подвернувшуюся свадьбу. Они находят новых друзей, помешанных на караоке. И в довершение всего им приходится прыгать с парашютом, чтобы успеть на приёмную комиссию.
Но в результате дочка устраивается в выбранный колледж, а папа смиряется с мыслью, что его дочь стала взрослым самостоятельным человеком.

## В ролях
- Мартин Лоуренс — Джеймс Портер
- Рэйвен-Симоне — Мелани Портер
- Эйша Дрэйпер — Трей Портер
- Ким Уитли — Мишелль Портер
- Бренда Сонг — Нэнси Картер
- Донни Осмонд — Даг Гринхат
- Молли Эфрэйм — Венди Гринхат
- Марго Харшмэн — Кэти Колледи
- Винсент Пастоур — Фредди
- Лукас Грэбил — Скутер
- Женева Карр — Миссис О’Мэйли